# 肖恩·托布
肖恩·托布（英語：Shaun Toub，1963年4月6日—），出生在伊朗的美国男演员，是伊朗犹太人。
1988年出道，他的知名角色是漫威電影《鐵甲奇俠》系列中的賀葉森医生。托布其他较为知名的作品包括电影《衝擊效應》、《追风筝的人》和电视剧《國土安全》。